# 香港秋海棠
香港秋海棠（学名：Begonia hongkongensis），一种于香港屯门九迳山地区发现的草本植物，隶属于秋海棠科秋海棠属扁果组（sect. Platycentrum），属于中国国家二级重点保护野生植物。

## 形态特征
香港秋海棠根状茎直径约3毫米，高10.3-21厘米。叶基生和茎生；托叶披针形，1-2厘米，膜质；叶柄长5.2-9.4厘米，先端疏生短毛；叶片长圆状卵形到菱形卵形，稍不对称，7-13.6×2.3-4.5厘米，背面疏生短毛，正面无毛，羽状脉掌状，5或6脉，基部稍斜，圆齿到宽圆齿，边缘不规则和稀疏锯齿，裂很浅，先端渐尖到尾状。花序无毛，花序梗长约5厘米；苞片披针形，长约8.5×3毫米，膜质，无毛，先端具芒。雄花：花梗7-14厘米；花被片4，白色，外部2宽卵形或者长方形，雄蕊多数，花丝完全愈合，1.1-1.4毫米；花药长圆形或者倒卵球形，1-1.3毫米。雌花：淡带粉红色的花梗，2-2.5厘米；花被片5，白色，0.7-1.2×0.6-1.2厘米，无毛；子房卵球形，无毛，2室；中轴胎座，2裂片；花柱2，长约3毫米，离生；柱头螺旋形。蒴果有节，1.8-2.9厘米，不相等具3翅；背翅舌状，长约2.8×1.6厘米，先端钝；侧翅小。花期7-9月，果期10-12月。